# Молчановский, Виктор Васильевич
Молчановский Виктор Васильевич (1951—2019) — российский филолог-русист, доктор педагогических наук, профессор.
Окончил Калининский (ныне — Тверской государственный университет). В Институте русского языка имени А. С. Пушкина работал с 1986 года по 2014 год. В разные годы занимал должности старшего научного сотрудника, начальника отдела методической работы с кафедрами русского языка как иностранного вузов СССР, ученого секретаря Института, проректора по научной работе и инновационным проектам. В последние годы занимал должность профессора кафедры методики преподавания русского языка как иностранного. Доктор педагогических наук.
Область научных интересов: общие вопросы методики преподавания русского языка как иностранного, лингвострановедение, профессиограмма преподавателя русского языка как иностранного, методика и методология научного исследования.

## Научные труды
- Теоретическая разработка и практическая реализация лингвострановедческого аспекта преподавания русского языка как иностранного. Аналитический обзор. 1985.
- Соавтор и редактор проекта «Профессиограмма преподавателя русского языка как иностранного». 1991.
- Преподаватель русского языка как иностранного. Опыт системно-функционального анализа. 1998.
- Преподаватель русского языка как иностранного. Введение в специальность. 2002.
- Учимся учить. Анализ видеозаписей уроков. Методические рекомендации по подготовке магистрантов к педагогической практике. 2000.
- Учитель — профессия, призвание, миссия. 2007.

## Награды и звания
- Почётный работник высшего профессионального образования Российской Федерации. 2006.
- Медаль «За заслуги в области образования» Министерства образования и подготовки кадров Социалистической Республики Вьетнам. 2007.
- Почётный знак «За вклад в сплочение русского мира» Международного совета российских соотечественников (МСРС).